# Bazoncourt
Bazoncourt là một xã trong vùng Grand Est, thuộc tỉnh Moselle, quận Metz-Campagne, tổng Pange. Tọa độ địa lý của xã là 49° 03' vĩ độ bắc, 06° 22' kinh độ đông. Bazoncourt nằm trên độ cao trung bình là 275 mét trên mực nước biển, có điểm thấp nhất là 215 mét và điểm cao nhất là 337 mét. Xã có diện tích 13,21 km², dân số vào thời điểm 2004 là 478 người; mật độ dân số là 36,5 người/km². Xã nằm về phía đông nam của Metz.

## Thông tin nhân khẩu
| 1962 | 1968 | 1975 | 1982 | 1990 | 1999 |
| ---- | ---- | ---- | ---- | ---- | ---- |
| 255  | 265  | 271  | 421  | 433  | 469  |